# Ilomilo
ilomilo — це гра головоломка, розроблена SouthEnd Interactive та Microsoft Game Studios. Вона була випущена для Windows Phone 7 8 листопада 2010 року для клієнтів AT&T. 26 листопада 2010 року став доступним «секретний» вебсайт, де гравці могли отримати коди для завантаження пробної версії гри та купити до неї ранній доступ, у той час як офіційно вона була видана на Xbox Live Arcade 5 січня 2011 року.

## Відгуки
У цілому ilomilo отримала прихильні огляди, отримавши 81 бал зі 100 можливих на агрегаторі оглядів Metacritic. WMPoweruser дав Windows Phone 7 (WP7) версії ilomilo загальний бал 5 із 5. WPcentral дав WP7 версії гри 8,5 балів, хвалячи її чарівність, у той же час критикуючи її коротку тривалість. Джуліан Монтойя із Platform Nation дав грі 9 із 10, формулюючи висновок «мила і прекрасна гра-головоломка із ефектним і наділеним багатою уявою візуальним рядом, розумними рівнями і в рівній мірі чарівною музикою». Edge нагородив гру 6/10, заявляючи, що «її найрозумніші пазли використовують три виміри на диво добре», але давши негативну оцінку художньому напрямку, стверджуючи, що «шарм надто манірний, щоб бути справді таким, що вражає».